# Дирк (кинжал)

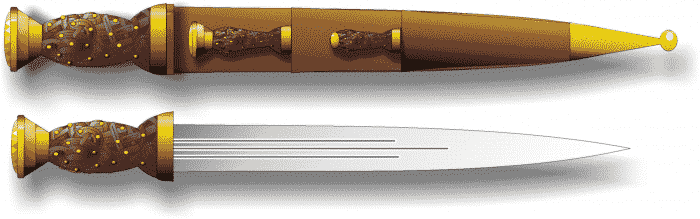
Шотландский кортик — дирк

Дирк (англ. dirk, гэльск. Biodag) — шотландский национальный кинжал (иногда называют «шотландским кортиком»). Является традиционным атрибутом шотландского национального костюма, а также его носят с униформой военнослужащих шотландских полков британской армии и стран Содружества. Имеет длинный прямой (до 50 см) клинок, предназначенный для колюще-режущих ударов в тесной рукопашной схватке. Рукоять — без крестовины. В ножны, как правило, вмонтированы 2 выступающих гнезда, предназначенные для вилки и ножа. Иногда клинки дирков делали из обломков шотландских палашей.
Появление дирка в Шотландии датируется Средневековьем или Эпохой Возрождения. Шотландский кортик был эффективным оружием на войне, но также использовался в повседневной жизни, в том числе во время приёма пищи. Кортики были более доступны, чем меч и поэтому трудно было встретить горца без кинжала. Кинжал считался эффективным оружием во время боя и был удобен для нанесения колющего удара.
После поражения в битве при Каллодене (1745 год) было запрещено носить униформу и атрибуты, в том числе и кинжалы, тем шотландцам, которые не служили в армии. Кинжалы были выданы военнослужащим 78-го полка хайлендеров Фрейзера, но при этом их носили только офицеры, чтобы подчеркнуть свой статус. Кинжалы были исключены из военной формы рядовых солдат.